# 120 Collins Street
120 Collins Street – wieżowiec w Melbourne, w Australii, o wysokości 264 m. Budynek został otwarty w 1991, posiada 52 kondygnacje.